# (27710) Henseling
(27710) Henseling est un astéroïde de la ceinture principale.

## Description
(27710) Henseling est un astéroïde de la ceinture principale. Il fut découvert le 7 septembre 1988 à Tautenburg par Freimut Börngen. Il présente une orbite caractérisée par un demi-grand axe de 2,20 UA, une excentricité de 0,19 et une inclinaison de 3,4° par rapport à l'écliptique.

## Compléments